# Let Go
A Let Go Avril Lavigne első albuma. 2002. június 4-én jelent meg. Nagy sikere lett, hatszoros platinalemezzé vált az Egyesült Államokban, hétszeres Ausztráliában és egyszeres Japánban. Kanadában gyémántlemez lett, egy éven belül 1 millió lemezt adtak el.

## Az album dalai
1. Losing Grip (A. Lavigne/C. Magness) – 3:53
2. Complicated (A. Lavigne/The Matrix) – 4:05
3. Sk8er Boi (A. Lavigne/The Matrix) – 3:23
4. I’m with You (A. Lavigne/The Matrix) – 3:44
5. Mobile (A. Lavigne/C. Magness) – 3:31
6. Unwanted (A. Lavigne/C. Magness) – 3:40
7. Tomorrow (A. Lavigne/C. Frasca/S. Breer) – 3:48
8. Anything but Ordinary (A. Lavigne/The Matrix) – 4:12
9. Things I'll Never Say (A. Lavigne/The Matrix) – 3:43
10. My World (A. Lavigne/C. Magness) – 3:27
11. Nobody's Fool (A. Lavigne/P. Zizzo) – 3:57
12. Too Much to Ask (A. Lavigne/C. Magness) – 3:45
13. Naked (A. Lavigne/C. Frasca/S. Breer) – 3:29/4:27 1

## Kislemezek
A Complicated volt az album első kislemeze. A megjelenése nagy hatással volt Avril karrierjére és jelentősen megnővelte az albumeladások számát. A dal 2. helyezést ért el az amerikai Billboard Hot 100-on, 3. helyezést az Egyesült Királyságban és hat héten át 1. helyen szerepelt Ausztráliában.
A Sk8er Boi volt a második kislemez az albumról. A dal bekerült az első 10 helyezett közé az Egyesült Államokban, az Egyesült Királyságban és Ausztráliában, valamint az első 30-ba Kanadában.
A Complicated és a Sk8er Boi sikerei után jelent meg a harmadik kislemez az albumról, az I’m With You. Ez a szám kicsit jobban szerepelt a Sk8er Boi-jal szemben, 4. helyezést ért el az amerikai Billboard Hot 100-on, 7. helyezést az Egyesült Királyságban és 17. helyezést Kanadában.
Az alternatív rock hatását keltő Losing Grip volt a negyedik kislemez. 64. helyezést ért el az amerikai Billboard Hot 100-on, amely több mint 50 helyezéssel kevesebb, mint a 3 elődje. Az Egyesült Királyságban 22. helyezett, Ausztráliában 20. helyezett lett.
A Mobile volt az ötödik kislemez és Ausztráliában jelent meg. Később a 2004-es Wimbledon című filmben lehetett hallani.
Avril első négy kislemezét Grammy-re jelölték, viszont egyik sem nyert díjat.